# Tumba de Sher Shah Suri
La tumba de Sher Shah Suri es un mausoleo de la India que se encuentra en la ciudad de Sasaram del estado de Bihar. La tumba fue construida en memoria del emperador Sher Shah Suri (r. 1540-1545), un pastún de Bihar que derrotó al Imperio mogol y fundó el Imperio suri en el norte de la India. Murió en una explosión accidental de pólvora en el fuerte de Kalinjar el día 10 de Rabi' al-awwal, A. H. 952 o 13 de mayo de 1545.

## Arquitectura
Su tumba es un ejemplo de la arquitectura indo-islámica, y fue diseñada por el arquitecto Aliwal Khan y construida entre 1540 y 1545. Este mausoleo de caliza roja (de 37,20 m de altura), se encuentra en medio de un lago artificial, de planta casi cuadrada, y se conoce como el segundo Taj Mahal de la India. La tumba se encuentra en el centro del lago sobre un zócalo o plinto cuadrado de piedra  con quioscos cupulados, chhatris, en cada una de sus esquinas. Hay además bancos de piedra y amarres escalonados en todos los lados del plinto, que está conectado con el continente a través de un amplioo puente de piedra. La tumba principal es una edificación de planta octogonal coronada por una cúpula de 22 metros de luz, rodeada también por quioscos cupulados ornamentales, que antes estaban cubiertos con tejas esmaltadas coloreadas.
La tumba fue construida durante el reinado de su hijo Islam Shah (r. 1545–1554). Una inscripción data su finalización el 16 de agosto de 1545, tres meses después de la muerte de Sher Shah.